# إيفان إيليتش
إيفان إيليك (بالسيريلية الصربية: Иван Илић) هو لاعب كرة قدم صربي، ولد في 17 مارس عام2000، في نيش في صربيا. لعب مع مانشستر سيتي.

## وصلات خارجية
- إيفان إيليك على موقع الاتحاد الدولي (مؤرشف)  (الإنجليزية)
- إيفان إيليك على موقع الاتحاد الأوربي (الإنجليزية)
- إيفان إيليك على موقع قاعدة بيانات كرة القدم.إي يو (الإنجليزية)
- إيفان إيليك على موقع ليكيب (الفرنسية)
- إيفان إيليك على موقع ناشيونال فوتبول تيمز (الإنجليزية)
- إيفان إيليك على موقع Soccerway.com (الإنجليزية)
- إيفان إيليك على موقع عالم كرة القدم.نت (الإنجليزية)